# Horário da África Oriental
|  | UTC−01:00           | Horário de Cabo Verde                                                                  |
|  | UTC±00:00           | Tempo Médio de Greenwich                                                               |
|  | UTC±00:00 UTC+01:00 | Horário da Europa Ocidental Horário de Verão da Europa Ocidental                       |
|  | UTC+01:00           | Horário da África Ocidental / Horário da Europa Central                                |
|  | UTC+01:00 UTC+02:00 | Horário da África Ocidental Horário de Verão da África Ocidental                       |
|  | UTC+02:00           | Horário da África Central / Horário Padrão da África do Sul / Horário do Leste Europeu |
|  | UTC+03:00           | Horário da África Oriental                                                             |
|  | UTC+04:00           | Horário da Maurícia Horário das Seychelles                                             |

Horário da África Oriental, ou EAT (do inglês: Eastern African Timezone), é um fuso horário usado na África Oriental. A zona é de três horas à frente do UTC (UTC+3), que é o mesmo que Horário Padrão da Arábia, e também o mesmo que Horário de Verão da Europa Oriental.
Como este fuso horário é predominantemente na região equatorial, não há nenhuma mudança significativa na duração do dia durante todo o ano, então horário de verão não é observado.
Horário da África Oriental é usado pelos seguintes países:
- Comores
- Djibouti
- Eritreia
- Etiópia
- Quénia
- Madagascar
- Somália
- Sudão do Sul
- Sudão
- Tanzânia
- Uganda